# Helena Blomqvist
Helena Blomqvist, född 1975 i Smedjebacken, Dalarna, är en svensk fotograf verksam i Stockholm.
Blomqvist utbildade sig på Högskolan för fotografi i Göteborg 1997–2002. Hennes verk har visats i Sverige och utomlands under de senaste femton åren och finns representerade på Moderna Museet, Borås konstmuseum, i Statens konstråd, Konstmuseet i Skövde och Hasselbladstiftelsen samling. Hon har haft ett flertal utställningar varav en av de större var en soloutställning på Fotografiska i Stockholm våren 2012.
Helena Blomqvists konst är egenartad. Hennes bildberättelser är fantasifulla, skimrande konstruktioner, fria från bestämda regler. I det okända finns dock alltid något mer eller mindre bekant, som lockar in i den påhittade verkligheten. Otaliga skikt av föreställningar, anspelningar och stämningar lagras ett efter ett. Blomqvists bilder är ofta drömlika, ödesmättade och surrealistiska. De väver samman natur och kultur med verkliga och påhittade väsen.
Med känsla för färgskiftningar, ljussättning och ett minutiöst hantverk görs scenografin till medspelare åt de olika huvudkaraktärerna i Helena Blomqvists bilder. De noggrant utformade scenerna har influenser från både fotografi och filmhistorien. Det finns en  melankoli i många verk av Helena Blomqvist, men även en underliggande humor i de fantastiska scenerierna.[källa behövs]
Blomqvists intresse för mytologierna i samtiden har länge utgjort ryggraden i hennes konstnärskap, antingen det handlat om nationella och kulturpolitiska mytbildningar kring berömda personers insatser eller om de små myter som människor spinner i sina egna liv för att få dem att hålla samman. Blomqvists konstnärskap hyllar samtidigt den underlägsnes styrka och den utstöttes förmåga att spinna världar utanför normalitetens grå vardag. Hon debuterade med fantasirika bilder av kvinnor i traditionellt manliga hjälteposer, har undersökt de regioner av sagor och myter som är mångtydiga, snarare än det heroiska eller spektakulära. Hon återkommer till teman som tidens obevekliga gång, minnet och det förgängliga.